# Koria (film)
Pour la ville du Burkina Faso, voir Koria.
Pour plus de détails, voir Fiche technique et Distribution.
Koria (hangeul : 코리아 ; RR : Koria ; MR : K'oria ; litt. « Corée ») est un film sud-coréen réalisé par Moon Hyun-sung, sorti en 2012.

## Synopsis
À la suite de l'explosion du vol Korean Air 858, un sommet a lieu entre la Corée du Sud et la Corée du Nord pour apaiser les tensions. Il est décidé de créer une équipe sportive unifiée de tennis de table pour les championnats du monde 1991.

## Fiche technique
Sauf indication contraire ou complémentaire, les informations mentionnées dans cette section peuvent être confirmées par la base de données de KMDb
- Titre original : 코리아
- Titre international : As One
- Titre français : Koria
- Réalisation : Moon Hyun-sung
- Scénario : Kwon Sung-hui et Yoo Yeong-ah
- Adaptation : Kwon Sung-hui, Lee Eun-ill, Moon Hyun-sung et Yoo Yeong-ah
- Musique : Kim Tae-seong
- Direction artistique : Jeong Yun-seon
- Costumes : Jo Sang-gyeong
- Photographie : Lee Du-man
- Son : Lee Seung-yup
- Montage : Kim Sun-min
- Production : Byeon Jong-eun, Kim Ji-hun, Lee Han-seung et Lee Su-nam
- Production déléguée : Kim Ji-hye et Son Sang-beom
- Sociétés de production : Tower Pictures et Wellmade Entertainment
- Société de distribution : CJ Entertainment
- Pays de production :  Corée du Sud
- Langue originale : coréen
- Genre : drame historique
- Durée : 127 minutes
- Date de sortie : 
  - Corée du Sud : 3 mai 2012

## Distribution
- Ha Ji-won : Hyun Jung-hwa
- Bae Doo-na : Li Bun-hui
- Han Ye-ri : Yoo Soon-bok
- Choi Yoon-young : Choi Yeon-jeon
- Lee Jong-suk : Choi Kyung-Sub
- Park Cheol-min : le coach sud-coréen
- Kim Eung-soo : Jo Nam-poong
- Cheon Woo-hee : la jeune sœur de Hyun Jung-hwa
- Liu Jang : Wang Ming
- Oh Jung-se : Oh Doo-man
- Kim Jae-hwa : Deng Yao Liang
- Park Cha-la : Jo Shu Ang
- Park Jeong-hak : le commandant Jang
- Park Yeong-seo : Choo Il-sung
- Paul Stafford : le présentateur britannique
- Sung Do-hyun : Kim Min-chul
- Dan Young : Gao Yue

## Tournage
Le tournage a lieu entre le 3 juin et le 30 septembre 2011.

## Box-office
Le film rapporte 11,8 millions de dollars au box-office.

## Distinctions

### Récompense
- Baeksang Arts Awards 2013 : meilleure actrice débutante pour Han Ye-ri[3]

### Nominations
- Blue Dragon Film Awards 2012 : meilleure actrice débutante pour Han Ye-ri [4]
- Baeksang Arts Awards 2013 : meilleur réalisateur débutant pour Moon Hyun-sung